# عجلیه
عجلیه، نامی است مشترک میان دو فرقه شیعی که یکی از غالیان خطابیه منشعب شده و دیگری از فرقه‌های منشعب شده از زیدیه هستند که ضعفای زیدیه نیز خوانده شده اند۹فو.

## عجلیه (زیدیه)
گروهی از زیدیه که به پیروی از هارون بن سعید عجلی پرداختند و به نام های بتریه و ابتریه نیز خوانده شده اند. این گروه از ضعفای زیدیه بودند که مردم را به دوستی علی بن ابی طالب می خواندند. این گروه امامت علی بن ابی طالب را با خلافت عمر و ابوبکر خلط کرده بودند. این گروه نزد اهل سنت، بهترین فرقه شیعه دانسته شده است. این گروه هر کسی را از نسل علی بن ابی طالب که قیام کند را امام می دانند.

## عجلیه (غالی)
عجلیه یا عمیریه که یکی از فرقه های منشعب شده از فرقه خطابیه بودند که انشعابشان پس از مرگ ابوخطاب شکل گرفته است. این گروه از پیروان عمیر بن بیان یا بنان عجلی بودند و بیشتر اعتقادشان همچون بزیعیه گزارش شده است. این گروه به پرستش جعفر صادق مشغول بودند و او را عبادت می کردند. بعدها این فرقه با جنگی که یزید بن هبیره با آنان نمود، از بین رفتند.